# Medaglia per la vittoria sul Giappone
La medaglia per la vittoria sul Giappone è stata un premio statale dell'Unione Sovietica.

## Storia
La medaglia venne istituita il 30 settembre 1945.

## Assegnazione
La medaglia veniva assegnata ai partecipanti alla seconda guerra mondiale.

## Insegne
- La medaglia era di ottone. Il dritto raffigurava il busto di Stalin circondato dalla scritta "PER LA VITTORIA SUL GIAPPONE" (Russo: «ЗА ПОБЕДУ НАД ЯПОНИЕЙ»). Sul retro la data "3 SETTEMBRE 1945" (Russo: «3 СЕНТЯБРЯ 1945») sotto ad una stella a cinque punte.
- Il nastro era bianco con una striscia centrale rossa circondata da due sottili strisce rosse. I bordi erano gialli.